# 水素水

水素水（すいそすい）は、水素分子のガスを溶解させた水であり、無味、無臭、無色である。水素は水に溶けるが、溶解度は低く、ごくわずかな量しか溶けないため、水素水は基本的には水と同じ性質を持つ。
工業用の水素水は半導体や液晶の洗浄に用いられる。農業では作物成長や食品保存での研究が行われている。また飲用のアルカリ性電解水の生成に伴い水素水が生成される（水素水ではなくアルカリイオン水生成装置には「胃腸症状の改善」の効能表示が認められている）。
2016年5月には、国立健康・栄養研究所は、6つのランダム化比較試験を元に、ほとんどが病気の患者での予備的研究であるため、健康な人への有効性について「信頼できる十分なデータが見当たらない」としている。なお健康者を対象とした試験は実施されている。2016年3月に、国民生活センターは水を電気分解して水素を発生する2製品で事業者の検証方法（臨床試験ではない）にそって実験し、ヒドロキシルラジカルを抑制するが飲用による効果を表していないとする広告通りの結果が得られたことを発表した。ただし、人体にどのような効果があるのかを明確にするよう要望している。
岡山大学大学院教授である中尾篤典によれば、水素自体の効果は基礎研究が蓄積されているが、水素水については「信頼できる臨床データは少なく」「いまだエピソードの類である」としている。また、同雑誌に掲載の論文によれば、研究結果の共通性から水素と水素水の抗酸化作用はあるとされているが、作用機序はまだ明確には特定されていないものとされている。
市販の水素についてうたわれた飲料水ならびに生成器に対しては、国民生活センターの発表（2016年12月15日公表、2017年1月20日更新）で、時間経過に伴って溶存水素濃度の低下が観測される例があることが示されるとともに、ペットボトル販売の飲料水の中には溶存水素が検出できないものもあったとされた。また、販売元のサイト等でうたわれる記載において、健康保持増進効果等と受け取れるものがあるものの、これらは場合により、医薬品医療機器等法や健康増進法や景品表示法等に抵触する可能性があるものであることを示唆している。

## 生成
水素水の生成は、水素ガスの溶解や、水の電気分解によって容易に調整できる。また、マグネシウムと水の化学反応でも生成できる。
洗浄用水素水の製造法のひとつとして、水は通過しないがガスは通り抜ける高性能の中空糸状の気体透過膜を内蔵したモジュールによる方法がある。これは、高純度の水素水を安全かつクリーンに経済的に製造することを目的としたものである。
アルカリ電解水を生成する過程で水中に水素が過飽和に溶解しており、一部はコロイド状の微小の水素気泡となって存在し、微小の水素気泡は1日放置後にも安定して存在する。アルカリ電解水に溶存する水素濃度が増加するにつれて、酸化還元電位は低くなる。パナソニックでは、飲用アルカリ性電解水は安定したpHの生成が主眼に置かれていたが、後に溶存水素量にも着目され研究開発が進んできた。

### 保存
水素は、ガラスやプラスチックを短時間で通過してしまうため、長時間の保存にはアルミニウム製の容器が向いている。
ただし、アルミニウム製の容器に入れたとしても水素は大気圧では容易に水の中から抜けていき容器内で水と気体の水素に分離してしまうが、容器内で水素を発生させることにより容器内を加圧すればヘンリーの法則により水中に高濃度の水素を存在させることができる。

## 洗浄
半導体や液晶の洗浄に用いられる。超純水に水素ガスを溶解させて作られ、洗剤を使うよりもコストと環境負荷が低い洗浄液となる。水素が微小気泡として存在すれば、これを核としてキャビテーションが発生するため、洗浄効果が高まる。超音波やアルカリと組み合わせて使用される事が多い。同様な洗浄水として炭酸水やオゾン水が存在する。

## 農業
高等植物では、水素（水素水ではない）によって早くには1964年にライ麦の発芽が早まることが中国で発表された。
水素水では、緑豆植物の成長促進、米の塩分や水不足時のストレス耐性の向上や、バラでは開花を遅らせ、キウイフルーツでは熟成と老化を遅らせることが示された。植物ホルモンのタンパク質遺伝子の発現を調節することが発見されたため、病害や害虫への抵抗性の向上につながる可能性がある。
また水素の抗酸化の特性は、農産物の保存に寄与する。
大阪府立大学大学院生命環境科学研究科の研究者は、野菜や果物を水素水に10分間浸すことで酸化や水分減少が抑制されることを確認し、食品物流につなげたいとした。

## 毒性・安全性
日本では水素は食品添加物として、製造用剤の用途で承認されている。製造用剤としての「油脂の硬化等の水素添加」では、最終製品には水素は残らない。アメリカでは、水素ガスは、従来の油脂の硬化等の水素添加以外の目的では、2014年に、酸化防止のために飲料への食品添加物としてGRAS（概して安全とみなせる）に認められた。
国立健康・栄養研究所は、安全性の検討は病気の人での予備的研究が多く「ヒトに対する安全性については信頼できる十分なデータが見当たらない」としている。
なお、水素水ではないが、水素50パーセントを含む飽和潜水用のガスに毒性や安全性の問題はみられていない。

## 生体研究
1671年にはロバート・ボイルによって、水素ガス（水ではない）が生成され、水素はガスであると認識され、生理的に不活性なガスだと考えられ、1975年に水素ガスによる研究が報告されたが注目されなかった。
1997年に、白畑實隆らは電気分解した水（電解還元水）を使った実験を行い、活性酸素種によるDNA損傷を抑制することを報告し、その作用は活性水素と呼ばれる水素原子によってもたらされていることを示唆しているとの仮説を、Biochemical and Biophysical Research Communicationsにて報告した。2000年にも白畑は、そうした作用を起こす原因が「活性水素であろうと推定」し、その検出法の開発に取り組んでいることを記している。とはいえ、水素原子は長い時間体内に存在することはできず、電解水に存在するのは水素分子（つまり水素）であるため、2002年には白畑は、水素原子が水中に長時間存在するとは考え難いが、電解還元水の活性酸素消去能力が1か月以上安定してみられることから、水の電解時に、電解のための白金の電極棒の金属と結合し吸蔵されているものと考えた。後の研究者は水素分子の作用だとみなしている。白畑自身を含めた研究者らによる最近の研究では、作用の原因として水素分子に言及している論文もある。しかし2017年の研究では、電解水素水は単に水素を溶存させたよりも活性酸素消去能力が高く、白金ナノ粒子などほかの要因が仮定できるとされる。
2007年には太田成男が、動物実験において脳虚血などによって生成されるヒドロキシルラジカル（・OHと表記される）に対して、水素がもつ抗酸化、抗アポトーシス作用によって選択的に保護できることを『ネイチャー メディシン』にて報告し、これ以降、水素の研究が進展している。当初の大田らの報告は気体として水素を吸入するものであったが、後に水素分子を飽和させた水素水によっても同様の効果が得られることが確認された。当初は、水素ガスの吸引に比べて水素水の摂取は効果が低いのではないかと考えられていたが、水素水でも様々な報告がなされてきた。水素ガスの吸引に比較して、安全で実用的である。また希釈した水素水でもマウスの肥満を改善したことから、当初の想定よりも低濃度で作用すると考えられるようになっている。
ビブリオメトリックスという手法を用いて、水素医学に関する2007年から2014年までの文献を探索した二次資料によれば、この間に357の論文が出版されており、2007年には3論文、2009年には25論文、2013年には71論文と経時的に増加し、地域では中国で190論文、日本で112論文、アメリカで58論文、投与方法としては注射が多く、水素水として経口から、またガスとして吸入する手法がそれぞれ25%前後を占めており、対象としては動物を用いた生体（in vivo）研究がもっとも多く、研究への出資は日本の文部科学省、アメリカ国立衛生研究所（NIH）、中国国家自然科学基金（NSFC）からが上位3つである。
別の研究は、2007年から2015年6月までで、321の水素の論文があり、年々臨床試験が増加していることを報告している。これらの発見された研究数の違いは、検索した言葉や含めた文献といった研究条件による。

## 医療研究
2007年から2015年6月までに、ヒトでの研究は年々増加してきている。その半分は日本で実施されている。その時点では19の水素によるヒトでの臨床試験があり、14研究が水素水によるものでこのうち9研究が二重盲検法を採用している。これらの研究の存在を調査した著者らは、通常、（マウスなど）齧歯類モデルで観察されたものほど顕著な効果ではないが、統計的に有意な効果がみられていることと、さらに大規模かつ長期の臨床試験が望まれると述べている。
日本で登録されていた研究中の臨床試験もあり、順天堂大学でのパーキンソン病における大規模臨床試験などがある。
また2016年5月には、国立健康・栄養研究所は、6つのランダム化比較試験を元に、病気の患者での予備的研究であるため、健康な人への有効性について「信頼できる十分なデータが見当たらない」としている。
以下に、結果をいくつかを示す。
順天堂大学医学部らによる、2015年から2017年にパーキンソン病治療薬のL-ドパ服用中のパーキンソン病の患者（女性93名、男性85名）に対し二重盲目試験を実施したが、水素水群と対照群の間に有意な差は無く有効性は認めなかった。
東北大学病院の中山昌明と整水器メーカー日本トリムは、血液透析用水に水素水を使用することで透析患者の慢性炎症、酸化ストレスを抑制することを見出した。電解アルカリ水の臨床（医療）への応用は、2004年に台湾で始まっているが、水素分子のデータはとられておらず、福島県立医科大学の研究者らは水素分子を中心的な役割にあるとみなして、データ化のための指標とし、電解水を人工透析の際の透析液として利用し、2015年時点で多施設での観察研究が実施されていることを報告している。2016年の報告では、酸化ストレスや炎症、血圧の抑制、降圧薬の使用量の減少などが見られている。
梶山靜夫らは、ランダム化した二重盲検法で、高LDL血症または耐糖能異常の患者30人に1日900mLの水素水を飲ませたところ、LDL値の顕著な減少がみられ、脂質代謝異常の改善や耐糖能異常の予防に有益であった。中国の山東大学の研究では、水素水を10週間にわたり、メタボリック症候群の予備軍を摂取してもらい、総コレステロールやLDLコレステロールレベルの低下が示された。
山梨大学教育人間科学部とパナソニック電工の共同研究では、二重盲検法によるランダム化比較試験において、水素を溶存させたとされる水素高溶存電解アルカリ水は、単に浄水を飲んだ場合と比較して活性酸素による生体内酸化ストレス値を40%と有意に低下させた。
岡山大学病院における臨床試験では歯周病治療に加えて、7人に水素水を、比較対象として6人にただの水を飲んでもらったところ、8週間後には、歯周ポケットの深さと体内の活性酸素の量は、水素水を投与したグループのほうが低かった。
健康な人を対象としても試験は行われており、大阪市立大学と理化学研究所の研究は、生活疲労に対する抗疲労効果を報告している。サッカー選手を対象とした予備研究でも筋疲労の軽減が観察されている。
しかし、競泳選手8名を対象とした運動後の疲労回復試験の結果では、水素水の摂取で競泳の成績が上がる結果は得られなかった。

### 基礎研究
2005年にカルフォルニア州立大学は、水の電気分解で生成した飽和水素水をラットに1週間飲用させることで、肝臓の過酸化脂質を有意に減少させ、飽和水素水が体内の酸化ストレスを低減させる効果があることを報告した。
ある研究は2015年6月までに水素による321の研究を数えており、これによりほぼすべての疾患モデルが仮定されている。そのため、ヒトにおける研究やメカニズムの解明という次のステップを追求すべきだと結論している。
日本医科大学の太田成男らは、ストレスを与えたラットの脳細胞の増殖がストレスによって抑制された状態を改善した。九州大学とパナソニック電工の研究グループは水素入りの水がマウスの脳細胞の破壊を抑え、細胞を壊す原因とされる活性酸素も減ったことを確認し、パーキンソン病などの予防の治療につながるのではないかとコメントした。
水素水の飲用によって胃からグレリンが分泌され、脳の神経を保護していることが発見され、大学のサイトでは、腸内細菌由来の水素の産生を増やしても効果がないという知見にも矛盾しない発見であると言及されている。ラットでは、腸内細菌による水素の産生量を増加させるラクチュロース（食物繊維）の摂取や継続的な水素への暴露ではなく、水素水の飲用や断続的な暴露による水素濃度の変化が神経保護の要因であると発見されている。腸内細菌の産生する水素を欠乏したマウスとの比較では、腸内細菌による水素は炎症を抑制したが、水素を摂取したほうがその効果は高かった。
電気分解された電解還元水では、同じ濃度の水素を含む水素水と比較して活性酸素消去能力が高く、また水素を除去した後もその能力が残っていることから、金属の白金ナノ粒子など他の要因が仮定される。

### 動態
水素は分子が小さいために迅速に生体膜を通過し、細胞の核とミトコンドリアまで達し、また血液脳関門も通過する。水素水を摂取したマウスの血液からは水素が検出され、ヒトでは呼気中の水素が摂取後10分で最高濃度に達し、60分以内に元に戻る。うち40パーセントが体内で消費されているために、その一部が体内で捕捉されたことを示していると考えられている。
2014年に国立成育医療センターは、ガスクロマトグラフィーを用いた研究で、ラットに (1)水素ガス吸入、(2)高濃度水素水の経口投与、(3)超高濃度水素生理食塩水の腹腔内および静脈内投与を行った際のラットの血液および組織の水素濃度を推定している。

### 機序
どのように作用しているかについては未だ十分に明らかとはなっていないが、マウスでの遺伝子発現量が変化するという実験観察を通して、生体への作用の差が現れる可能性が考えられている。2015年時点では、水素分子がヒドロキシルラジカル（・OH）を直接還元するため、遺伝子発現を制御するためなどの理由が提唱されている。水素の標的となっている分子は不明であるが、研究結果をまとめると酸化ストレスの減少という結果は共通しており、その抗酸化作用には疑う余地はない。

## 販売
企業によって種々の名称で販売されている。ペットボトルやプラスチック容器によって販売されている商品もある。ニュースサイトの「ねとらぼ」によれば、伊藤園は2015年7月に、2008年から販売していた高濃度水素水を封入した商品をリニューアルし、物議をかもした。
一方で、水道水から電気分解を経て、直接水素水を生成する装置も商品展開されている。アルカリ性電解水を生成できる家庭用電解水生成器は、後に水素が生成される特徴が注目されてきた。このような装置ではアルカリ性電解水の効能として「胃腸症状の改善」の表示が認められている。（パナソニックの）松下電工はアルカリ性電解水における各種条件での水素溶存濃度の変化の研究を重ねてきている。パナソニックの「還元水素水生成器」やSHARPの「電解水素水」など、メーカーからも販売されている。
健康を謳う水素水を扱った商品は、小売の他、ネットワークビジネスを中心にした訪問販売業によっても流通している。

## 国民生活センターによる商品テスト結果
2016年3月10日、国民生活センターは「活性酸素の一種を抑制する水をつくるとうたった装置－飲用による効果を表したものではありません」と題する報告を発表した。これは、非常に紛らわしいが、同センターが虚偽の記載を実験により暴いたということではなく、もともとそのように主張されていた商品について、その主張を実験により追認したものである。
水を電気分解して水素を発生させる2製品において、広告の中で、水の中のヒドロキシルラジカルを抑制する水であり、人体での効果ではないと記載されていた。同センターは実験し、ヒドロキシルラジカルの消去を確認した。事業者の広告等に記載されている数値には届かず、また濃度が高いと消去率は低下、一部の実験では消去率がゼロになった。このことから、試験方法や条件によって数値は大きくも小さくもなり、「広告中にある効果を表す数値が、どのような条件で得られたものかや具体的な効果が分からない場合は、示されている数値に惑わされないようにしましょう」とのアドバイスを公表した。なお、国民生活センターの実験は人を用いた臨床試験ではない。もとから「データは人体に対するものではない」と記載されていた商品に対して、この商品テスト結果を通して同センターは「人体への効果と関連付けて考えないようにしましょう」とのアドバイスを公表した。
同時に、活性酸素の量を抑制するとどうなるのか明確化するよう事業者に要望した。なお、法律においては、特定保健用食品（トクホ）や（事業者の責任において効能表示ができる）機能性表示食品、治験を行った医薬品にしか、効能表示は認められていないが、現在、表示が認められた製品は存在しない。

### 企業への影響
2016年12月15日、国民生活センターは19社の製品のテストを実施して「容器入り及び生成器で作る、飲む水素水-水素水には公的な定義等はなく、溶存水素濃度は様々です」という表題のウェブページを公開し、溶存水素が検出されない製品も存在した。
国民生活センターの調査発表に対して、水素水を販売する企業が反論している。調査対象が19銘柄に過ぎず選定基準に疑問の余地があることを指摘したほか、公式の水素濃度の測定方法がない状態ではないか、調査から発表の間に事前勧告や指導が存在しなかったこと、商品の特性等を考慮しない一括の発表となっていたなどと主張している。

### 法律違反
2016年3月上旬、消費者庁から特定商取引法違反（不実告知）で、一部業務停止命令が出されている。会員に対して「病気が治る」といった虚偽の説明が行われたり、強引な勧誘が行われた。
2017年3月、消費者庁は効能を謳う同商品について効果を裏付ける明確な根拠がなく、景品表示法に違反するとして（優良誤認）、再発防止を命じる行政処分を行った。
2017年6月27日、警視庁生活環境課は、食品スーパーの男性社員3人と法人を医薬品医療機器法違反（承認前の医薬品の広告の禁止など）の疑いで書類送検した。